# Live Embers
Live Embers – solowy album polskiego pianisty jazzowego Adama Makowicza. Płyta ukazała się jako vol. 43 serii Polish Jazz.
Album nagrany został w Warszawie w lutym 1975. LP został wydany w 1975 przez Polskie Nagrania „Muza” w wersji stereofonicznej pod numerem katalogowym SX 1218. Reedycja na CD ukazała się w 2005 nakładem Polskich Nagrań (nr katalogowy PNCD 1043).

## Lista utworów
Strona A
| 1. | „Żarzące się węgielki I” (Adam Makowicz)          | 1:36  |
|    |                                                   |       |
| 2. | „Raz tak, raz nie” (Adam Makowicz)                | 5:00  |
|    |                                                   |       |
| 3. | „Passiflora” (Adam Makowicz)                      | 2:47  |
|    |                                                   |       |
| 4. | „Pociecha” („Solace”) (Scott Joplin)              | 4:19  |
|    |                                                   |       |
| 5. | „Ballada dla R” (Adam Makowicz)                   | 2:48  |
|    |                                                   |       |
| 6. | „Liczenie od końca” („Countdown”) (John Coltrane) | 2:59  |
|    |                                                   |       |
|    |                                                   | 19:29 |
|    |                                                   |       |
Strona B
| 1. | „Tańcząca panda” (Adam Makowicz)                        | 4:16  |
|    |                                                         |       |
| 2. | „Milowe kroki” („Giant Steps”) (John Coltrane)          | 2:41  |
|    |                                                         |       |
| 3. | „Opalizacja” (Adam Makowicz)                            | 4:03  |
|    |                                                         |       |
| 4. | „Artysta kabaretowy” („The Entertainer”) (Scott Joplin) | 4:56  |
|    |                                                         |       |
| 5. | „Żarzące się węgielki II” (Adam Makowicz)               | 2:31  |
|    |                                                         |       |
|    |                                                         | 18:27 |
|    |                                                         |       |

## Muzycy
- Adam Makowicz – fortepian

## Informacje uzupełniające
- Reżyser nagrania – Antoni Karużas
- Inżynier dźwięku – Krystyna Diakon
- Omówienie płyty (tekst na okładce) – Kazimierz Czyż
- Omówienie płyty (tekst reedycji z 2016) – Tomasz Szachowski
- Projekt okładki – Marek Karewicz